# Chrysopa thomasensis
Chrysopa thomasensis is een insect uit de familie van de gaasvliegen (Chrysopidae), die tot de orde netvleugeligen (Neuroptera) behoort. 
Chrysopa thomasensis is voor het eerst wetenschappelijk beschreven door Navás in 1929.